# Nicole Rieu chante Noël
Albums de Nicole Rieu
Bonjour la fête ! Pêcheur d'éponges
Nicole Rieu chante Noël est le 7e album studio de Nicole Rieu. L'album est sorti en 1986 chez Disques Corélia (CORÉLIA, CC-586-549, réédition CD : CCD-88629).

## Liste des titres
| No  | Titre                             | Paroles                                                  | Musique                      | Durée |
| --- | --------------------------------- | -------------------------------------------------------- | ---------------------------- | ----- |
| 1.  | Noël, chant d'espoir              | Nicole Rieu                                              | Traditionnel (Amazing Grace) | 3 :16 |
| 2.  | Minuit, chrétiens                 | Placide Cappeau                                          | Adolphe Adam                 | 3 :30 |
| 3.  | Hymne à la nuit                   | Édouard Sciortino                                        | Jean-Philippe Rameau         | 2 :22 |
| 4.  | Dans une étable obscure           | Augustin Mahot                                           | Michael Prætorius            | 2 :55 |
| 5.  | Nuit de lumière (Noël polonais)   | Louis Aragon                                             | Bernard Geoffroy             | 3 :10 |
| 6.  | Venez mes enfants (Noël alsacien) | Traditionnel (révision : César Geoffray)                 | César Geoffray               | 2 :03 |
| 7.  | Adeste fideles                    | Traditionnel                                             | Traditionnel                 | 2 :16 |
| 8.  | Bonnes gens des villages          | Marcel Dazin                                             | Marcel Dazin                 | 2 :13 |
| 9.  | Les trois gosses                  | Michel Carré                                             | Edmond Missa                 | 3 :19 |
| 10. | Douce nuit, sainte nuit           | Joseph Mohr, adaptation française : Révérend Père Barjon | Franz Xaver Gruber           | 4 :15 |

## Singles extraits de l'album
- Noël, chant d'espoir (novembre 1986)
- Douce nuit, sainte nuit (décembre 1986)

## Autres informations
- Nicole Rieu est accompagnée par l'Ensemble Vocal Euterpe pour les 4 premiers titres et par la Chorale de la Cathédrale Notre-Dame de Chartres pour les titres 5 à 10
- Les chansons Nuit de lumière (Noël polonais) et Douce nuit, sainte nuit furent enregistrées en la Cathédrale Notre-Dame de Chartres lors de la messe de minuit 1984
- Direction, réalisation et harmonies vocales : Marcel Dazin
- Production : Nicole Rieu pour Disques Corélia
- Distribution : Socadisc France
- Photos : Monseigneur R. Michon, avec l'autorisation de la revue "Notre-Dame de Chartres"

## Particularité
- L'album est paru en 33 tours et en CD en 1986, puis réédité en 1993, en CD seulement, avec une pochette différente.